# Зелёный Кряж (Жлобинский район)
Зелёный Кряж (бел. Зялёны Краж) — деревня в Лукском сельсовете Жлобинского района Гомельской области Белоруссии.

## География

### Расположение
В 20 км на северо-запад от Жлобина, 9 км от железнодорожной станции Красный Берег (на линии Бобруйск — Жлобин), 113 км от Гомеля.

## Транспортная сеть
Транспортные связи по просёлочной, затем автомобильной дороге Бобруйск — Гомель. Планировка состоит из прямолинейной улицы, ориентированной с юго-запада на северо-восток и застроенной двусторонне, неплотно, деревянными домами усадебного типа.

## История
В 1962 году в деревне найден клад 1648 года (58 монет ВКЛ, Речи Посполитой, Пруссии, Бранденбурга, Шведской Прибалтики), что свидетельствует о деятельности человека в этих местах еще в средние века. Современная деревня основана в начале 1920-х годов в результате землеустройства фольварка Ректа (1924 год). В 1930 году жители вступили в колхоз. Во время Великой Отечественной войны 33 жителя погибли на фронте. Согласно переписи 1959 года в составе совхоза «Ректянский» (центр — деревня Ректа).

## Население

### Численность
- 2004 год — 26 хозяйств, 38 жителей.

### Динамика
- 1959 год — 223 жителя (согласно переписи).
- 2004 год — 26 хозяйств, 38 жителей.